# ۳۰ (آلبوم ادل)
۳۰ چهارمین آلبوم استودیویی خوانندهٔ انگلستانی، ادل است. این آلبوم در ۱۹ نوامبر ۲۰۲۱ از طریق کلمبیا رکوردز و ملتد استون منتشر شد. با الهام از طلاق از همسر سابقش سیمون کونکی، ادل در این آلبوم به موضوع دوری می‌پردازد و در مورد حس مادری و نگاه عمیق به شهرت صحبت می‌کند. او این آلبوم را میان سال‌های ۲۰۱۸ تا ۲۰۲۱ با تهیه‌کنندگان مختلف از جمله توبیاس جسو جونیور، گرگ کرستین، مکس مارتین و شلبک نوشت که ادل در آلبوم پیشین خود، ۲۵ (۲۰۱۵) با این افراد کار کرده بود.
تک‌آهنگ آغازین آلبوم با عنوان «به من سخت نگیر» در ۱۵ اکتبر ۲۰۲۱ منتشر شد و با موفقیت‌های جهانی همراه بود. این آلبوم با مجموعه‌ای از کمپین‌های تبلیغاتی به‌صورت گسترده تبلیغ شد. در پی انتشار، ۳۰ با ستایش منتقدان همراه بود و برای تولید و اجراهای آوازی قدرتمند مورد تحسین قرار گرفت.